# Harzer Försterstieg
Der Harzer Försterstieg ist ein 60 km langer, ausgeschilderter und markierter Wanderweg in den Landkreisen Goslar und Göttingen in Niedersachsen.

## Beschreibung
Der im Jahr 2010 neu geschaffene Wanderweg führt von Goslar über Wolfshagen im Harz, Lautenthal, Wildemann, Bad Grund (Harz), Buntenbock und Lerbach nach Riefensbeek-Kamschlacken bei Osterode am Harz. Der Weg führt an drei im Harz liegenden Talsperren vorbei: Granetalsperre, Innerstetalsperre und Sösetalsperre.
Die Markierung des Wanderweges ist ein grünes Eichenblatt.

## Etappen
Auf der offiziellen Webseite werden folgende Wegabschnitte vorgeschlagen:
- Goslar – Granetalsperre – Schäderbaude – Innerstetalsperre (15,5 km)
- Innerstetalsperre – Vereinsplatz – Kalte Birke – Schnapsplatz (8,3 km)
- Schnapsplatz – Tränkebachhütte – Luchsstein – Sternplatz (3,5 km)
- Sternplatz – Brombergshöhe – Stundenbuche – Keller – Spinne – Schweinebraten – Taternplatz (9,4 km)
- Taternplatz – Gewitterplatz – Kayser-Eiche – Lasfelder Tränke – Prinzenteich – Aussichtsturm Kuckholzklippe (11,8 km)
- Aussichtsturm Kuckholzklippe – Buntenbock – Hundscher Weg – Mangelhalber Tor (5,5 km)
- Mangelhalber Tor – Staudamm Sösevorsperre – Riefensbeek-Kamschlacken – Kohlungsplatz (6,0 km)